# Diethyltoluoldiamin
Diethyltoluoldiamin  DETDA  ist ein alkyliertes aromatisches Diamin mit zwei meta-ständigen Aminogruppen. Technisches DETDA stellt ein Isomerengemisch aus ca. 80 % 3,5-Diethyltoluol-2,4-diamin und ca. 20 % 3,5-Diethyltoluol-2,6-diamin dar, dem das praktisch gleiche  Gemisch der Synthesevorstufe Dinitrotoluol DNT (2,4-DNT 80 % und 2,6-DNT 20 % bei der Nitrierung von Toluol) zugrunde liegt. Diethylmethylbenzoldiamin findet breite Anwendungen als Vernetzer bzw. Härter und Kettenverlängerer (engl. chain extender) in Polyurethanen und Polyharnstoffen, sowie in Epoxiden.

## Darstellung
Der Syntheseweg zum DETDA-Isomerengemisch geht aus von Toluol, das zum  Dinitrotoluol DNT-Gemisch nitriert wird. Die unter Standardprozessbedingungen erzielte Zusammensetzung wird mit 76 % 2,4-DNT und 19 % 2,6-DNT angegeben und als „80/20-Gemisch“ bezeichnet. Die folgende Hydrierung führt zur entsprechenden Diaminmischung 2,4-DAT und 2,6-DAT, deren Hauptanwendung die im Millionentonnenmaßstab hergestellten Isocyanate Toluol-2,4-diisocyanat und Toluol-2,6-diisocyanat ist.
Zur Herstellung des Diethyltoluodiamins wird das DAT-Gemisch mit Aluminium-Zink-Legierung und Aluminiumchlorid AlCl3 bis zur Beendigung der Wasserstoffentwicklung erhitzt und anschließend bei ca. 300 °C mit Ethen unter Druck umgesetzt. Dabei entsteht DETDA in fast quantitativer Ausbeute (98 %).
Die Ethylierung der DAT-Isomeren kann auch mittels Diethylaluminiumchlorid-enthaltendem Triethylaluminium katalysiert werden.

## Eigenschaften
Das Diethylmethylbenzoldiamin-Isomerngemisch ist eine klare, gelbliche, niedrigviskose (185 mPa·s bei 25 °C) Flüssigkeit mit stechendem, aminartigem Geruch, die wenig in Wasser, besser in organischen Lösungsmitteln, wie z. B. Ethanol oder Toluol löslich ist. Die Verbindung wirkt selbst als Trägerflüssigkeit und als Lösungsmittel für feste vernetzende Diamine, wie z. B. 4,4′-Methylenbis(2-chloranilin) (MOCA). DETDA ist hygroskopisch und zeigt in wässriger Lösung (Konzentration 1 g·l−1) einen pH-Wert von ca. 8. Beim Stehen an der Luft verfärbt sich die Verbindung durch Oxidation zu Azobenzol-derivaten allmählich braun.

## Verwendung

### Härter in Polyurethanen und Polyharnstoffen
Wegen seiner guten Verarbeitungseigenschaften – auch bei tiefen Temperaturen niedrigviskose Flüssigkeit mit geringem Dampfdruck – und seines günstigen dynamischen und mechanischen Profils hat Diethyltoluoldiamin weite Verbreitung als Härter und Kettenverlängerer für Isocyanat-Prepolymere gefunden, die zur Herstellung von Polyurethanen und Polyharnstoffen eingesetzt werden. Seine hohe Reaktionsfähigkeit resultiert in einer sehr kurzen Gelierzeit (engl. gel time, d. h. schnellen Härtung), die negative Einflüsse durch Feuchtigkeit und Oxidation ausschließt. DETDA wird auch als Härter von Polyurethanen PUR im Reaction Injection Moulding RIM und bei der Sprühbeschichtung von Metalloberflächen mit PUR und Polyharnstoffen verwendet. Die erhaltenen vernetzten Polymere sind über einen breiten Temperaturbereich dauerelastisch, witterungsbeständig  und verschleißfest.

### Härter in Epoxiden
Als Härter und Vernetzer von Epoxiden spielt Diethylmethylbenzoldiamin ebenfalls eine wichtige Rolle, da es bei praktisch gleicher Leistungsfähigkeit wie der als krebserzeugend eingestufte und in die Liste der besonders besorgniserregenden Stoffe aufgenommene feste Härter 4,4′-Diaminodiphenylmethan MDA dessen eklatante Nachteile vermeidet.
Die mit DETDA vernetzten Epoxide weisen höhere Gebrauchstemperaturen, geringere Feuchtigkeitsaufnahme und verbesserte Schlagzähigkeit auf.
Als aromatisches Diamin findet Diethylmethylbenzoldiamin außerdem als Antioxidans in Elastomeren und als Korrosionsschutzmittel in Schmierstoffen und technischen Ölen Verwendung.

## Risikobewertung
Die isomeren Diethyltoluoldiamine (in der ECHA-Nomenklatur Diethylmethylbenzenediamine) wurden 2016 von der EU gemäß der Verordnung (EG) Nr. 1907/2006 (REACH) im Rahmen der Stoffbewertung in den fortlaufenden Aktionsplan der Gemeinschaft (CoRAP) aufgenommen. Hierbei werden die Auswirkungen des Stoffs auf die menschliche Gesundheit bzw. die Umwelt neu bewertet und ggf. Folgemaßnahmen eingeleitet. Ursächlich für die Aufnahme von Diethylmethylbenzoldiamin  waren die Besorgnisse bezüglich der möglichen Gefahren durch mutagene und reproduktionstoxische Eigenschaften. Die Neubewertung läuft seit 2016 und wird von Dänemark durchgeführt.

## Hersteller und Handelsnamen
- Lonza, Lonzacure® DETDA 80
- Albemarle, Ethacure® DETDA
- Hexion, Epikure™ Curing Agent W
- Lanxess, Addolink® 1701